# Pristiophorus nudipinnis
El tiburón sierra ñato (Pristiophorus nudipinnis) es una especie de elasmobranquio pristioforiforme de la familia Pristiophoridae.